# Celerena cana
Celerena cana är en fjärilsart som beskrevs av W. Warren 1896. Celerena cana ingår i släktet Celerena och familjen mätare. Inga underarter finns listade i Catalogue of Life.